# Nikola Pokrivač
Nikola Pokrivač (Čakovec, 26 de novembro de 1985 – Karlovac, 18 de abril de 2025) foi um futebolista profissional croata, médio-defensivo.

## Morte
Pokrivač morreu em um acidente de carro em 18 de abril de 2025. Um grave acidente de trânsito envolvendo quatro carros ocorreu no desvio de Turanjska em Karlovac. Duas pessoas morreram, incluindo Pokrivač, e outras três foram transportadas para o hospital de ambulância.